# Frente Popular (França)
A Frente Popular (Front populaire) foi uma coligação de partidos políticos franceses de esquerda formada em 1935 e que governou a Terceira República Francesa entre 1936 e 1938. Foi a concretização na França da “Frente Popular Antifascista”, uma nova estratégia política acordada pela Internacional Comunista em seu VII Congresso realizado em Moscou em agosto de 1935.

## Formação
A “Frente Popular” foi formado pela “Seção Francesa da Internacional Operária (SFIO)”, o “Partido Radical (PR)” e o “Partido Comunista Francês (PCF)”, além do apoio da “União Socialista Republicana (USR)” e de movimentos compostos em grande parte por intelectuais, como a “Liga dos Direitos Humanos”, o “Movimento contra a Guerra e o Fascismo” e o “Comitê de Vigilância de Intelectuais Antifascistas”.
Os tumultos de 6 de fevereiro de 1934, nos quais esquadrões paramilitares de extrema-direita tentaram invadir a Assembleia Nacional Francesa, resultando na morte de 17 pessoas e em mais de 2.000 feridos, demonstraram ao público francês, especialmente à esquerda, que a "ameaça do fascismo" na França era real. O que foi interpretado como a "Marcha sobre Paris" (emulando a “Marcha sobre Roma” de Benito Mussolini) foi recebido com uma greve geral em 12 de fevereiro, convocada pela Confederação Geral do Trabalho (CGT) e pela SFIO, mas com a adesão do Partido Comunista Francês (PCF) e de seu sindicato, e que obteve amplo apoio.
Em 1935, os comunistas franceses tomaram a iniciativa de criar uma aliança antifascista e chegaram a um pacto de unidade de ação com os socialistas da SFIO, cujo primeiro fruto foi o acordo de que nas eleições municipais de maio de 1935 apoiariam no segundo turno o partido que tivesse recebido mais votos no primeiro turno, incluindo o Partido Radical (PR). Em 14 de julho, feriado nacional da França, uma grande manifestação antifascista em defesa das liberdades democráticas foi realizada em Paris, com a participação de cerca de cinquenta organizações políticas, sindicatos e organizações cívicas. Esta manifestação é considerada o ato fundador da Frente Popular na França.
A cristalização da Frente Popular na França foi o prelúdio do VII Congresso da Internacional Comunista, realizado em Moscou em 1935, que marcou a mudança definitiva na política comunista. Uma aliança das classes trabalhadoras e das classes médias democráticas foi proposta por meio de uma coalizão de suas respectivas organizações políticas em uma grande frente antifascista (a "Frente Popular").

## Governo
Em 3 de maio de 1936, a coalizão da Frente Popular venceu as eleições gerais francesas. Seu programa não incluía grandes reformas estruturais e falava em "restaurar o poder de compra suprimido ou reduzido pela crise" e por políticas deflacionárias.
Poucos dias após o anúncio da vitória eleitoral da Frente Popular e antes da formação do gabinete chefiado pelo socialista Léon Blum, líder da SFIO, em 4 de junho, uma onda impressionante de greves foi desencadeada com o objetivo de pressionar o futuro governo de esquerda. Em muitas ocasiões, sem precedentes, as greves foram acompanhadas pela ocupação de fábricas para pressionar os empregadores e impedi-los de recorrer a fura-greves e locautes. O governo não enviou a polícia para acabar com elas. Mais de 17.000 conflitos ocorreram e dois milhões e meio de trabalhadores participaram nas greves.
As greves terminaram quando o novo governo, a associação patronal e a CGT assinaram os “Acordos de Matignon” em 7 de junho, apenas três dias após a formação do novo gabinete liderado por Blum. Aumentos salariais entre 7% e 15% foram acordados, bem como uma série de leis sociais que seriam aprovadas nos dias seguintes: acordos de negociação coletiva, férias remuneradas de 15 dias e uma semana de 40 horas (anteriormente, era uma semana de 48 horas). Entre as políticas desenvolvidas pelo governo também estavam aquelas relacionadas à democratização do esporte, com a construção de centenas de piscinas e estádios públicos.

## Crise
Contudo, a França enfrentava uma grave crise econômica desde 1931, e a política econômica da Frente Popular não conseguiu reanimar a produção ou o consumo; o desemprego, por outro lado, diminuiu. Assim, o aumento dos preços anulou rapidamente o aumento dos salários previsto pelos “Acordos de Matignon” e esta foi uma das causas da queda da Frente Popular, que foi duramente criticada por setores da imprensa a partir do outono de 1936.
Internamente, o Gabinete Blum conseguiu resolver a crise social. Mas, no verão de 1937, teve que enfrentar várias dificuldades econômicas que o forçaram a desvalorizar o franco em 17 de setembro. Essa situação transformou a preocupação da direita em oposição resoluta. Reformas importantes, como a da previdência, foram então abandonadas, o que decepcionou a ala esquerda do governo, sem apaziguar a oposição de direita, que a viu como uma admissão da fraqueza do governo. Além disso, os ataques caluniosos da extrema-direita enfraqueceram várias figuras importantes da Frente Popular, começando pelo próprio Blum: sua ascensão ao poder desencadeou uma onda de antissemitismo generalizado com o objetivo de questionar sua credibilidade e lealdade aos interesses da França.
Em 21 de junho de 1937, o primeiro Gabinete Blum renunciou. O radical Camille Chautemps, então, assumiu o governo. Ele retomou, em ritmo mais lento, as reformas da Frente Popular, notadamente com a criação da Companhia Ferroviária Nacional Francesa (SNCF). A piora da situação econômica (um déficit orçamentário crescente) levou Chautemps a exigir plenos poderes, o que lhe foi negado em 9 de março de 1938, em parte devido ao voto socialista. Seu ministério terminou após essa recusa.
Então, em março-abril de 1938, Léon Blum formou um governo de curta duração e, em seguida, renunciou, sem obter plenos poderes financeiros do Senado Francês. Ele pretendia implementar importantes reformas financeiras para tirar a França da crise econômica. O radical Édouard Daladier o substituiu, determinado a "colocar a França de volta ao trabalho" e reverteu várias reformas da Frente Popular. O retorno à semana de 48 horas gerou forte oposição popular e sindical, com greves e manifestações. A repressão que se seguiu, com demissões em massa e inúmeras prisões, marcou o fim da Frente Popular e enfraqueceu consideravelmente os membros do Partido Comunista Francês.

## Posteridade
Nas eleições legislativas francesas de 2024, vários partidos, desde a centro-esquerda até a extrema-esquerda (incluindo, entre outros, alguns anticapitalistas, comunistas, ecologistas e socialistas), bem como vários sindicatos de esquerda, formaram a "Nova Frente Popular", apresentando uma frente única para aquele pleito, saindo vitoriosa posteriormente.